# Blizna

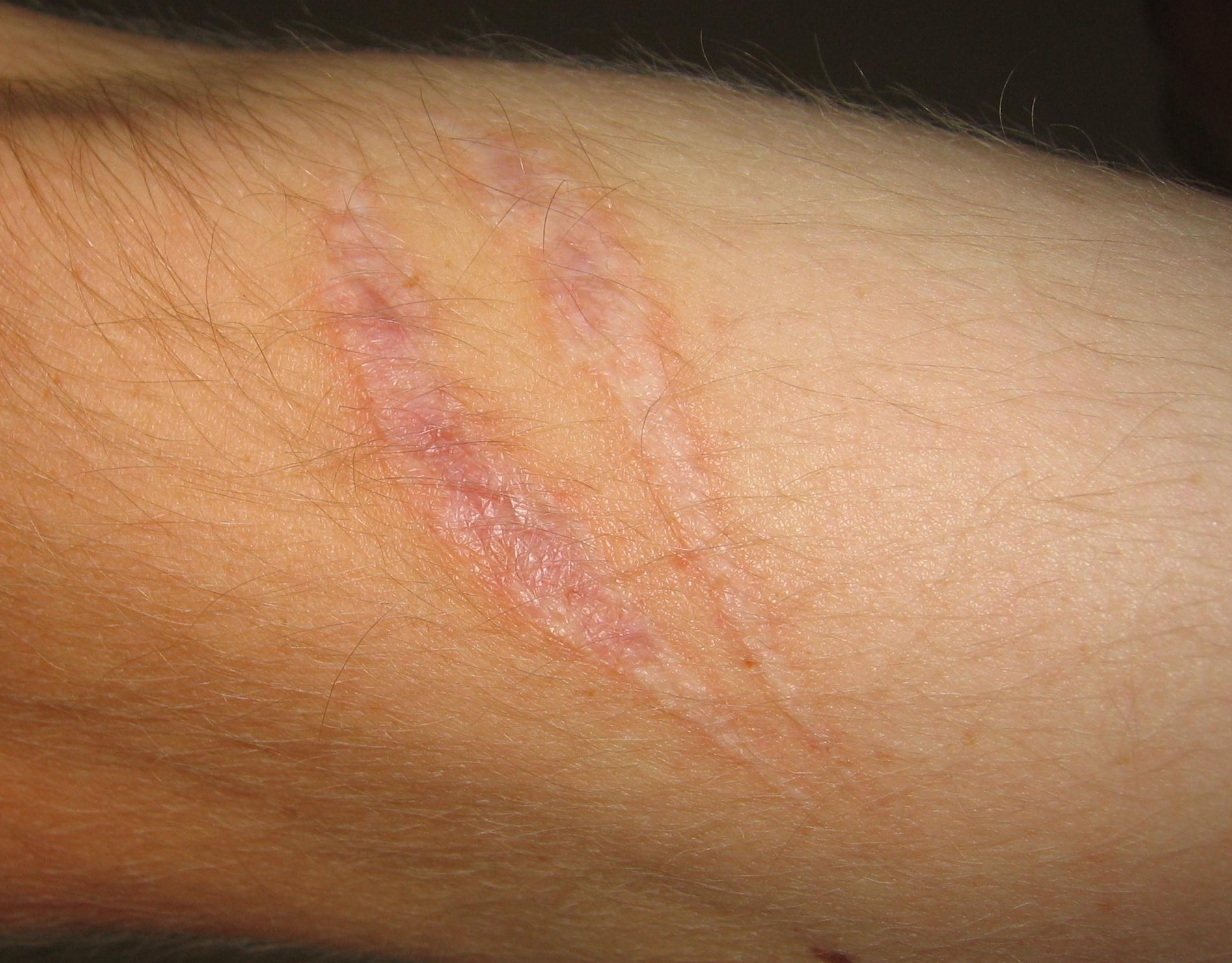
Blizna na ręce

Blizna (łac. cicatrix) – zmiana skórna będąca najczęściej następstwem uszkodzenia skóry właściwej i zastąpieniem ubytku tkanką łączną włóknistą. 
Blizny mogą mieć charakter przerostowy (bliznowiec), gdy ilość tkanki łącznej jest większa niż ilość tkanki zniszczonej urazem, albo zanikowy.